# Huia (groddjurssläkte)
Huia är ett släkte av groddjur som ingår i familjen egentliga grodor (Ranidae). Släktet beskrevs av Da-tong Yang 1991 men fylogenetiken har varit oklar, liksom en morfologisk bestämningskaraktär hos grodynglen. Detta har gjort att ett varierande antal arter tidvis varit placerade i släktet av olika auktoriteter. En studie av Arifin et al. från 2021, som baserades på undersökningar av både nukleärt DNA och mitokondriellt DNA (mtDNA) samt grodynglens morfologi, menar att släktet Huia endast består av en art, Huia cavitympanum, som förekommer på Borneo.
Tidigare fördes vanligen förutom Huia cavitympanum ytterligare fyra arter till släktet; Huia masonii (Boulenger, 1884), Huia melasma (Stuart och Chan-ard, 2005), Huia modiglianii (Doria, Salvidio och Tavano, 1999) och Huia sumatrana (Yang, 1991). Dessa förs av Arifin et al. till släktet Wijayarana.
I Huia enligt Yang 1991 ingick: Huia cavitympanum, Huia javana (synonym till Huia masonii), Huia nasica (synonym till Odorrana nasica) och Huia sumatrana.